# Bentley Continental R
Bentley Continental R – samochód sportowy klasy luksusowej produkowany pod brytyjską markę Bentley w latach 1991 – 2003.

## Historia i opis modelu

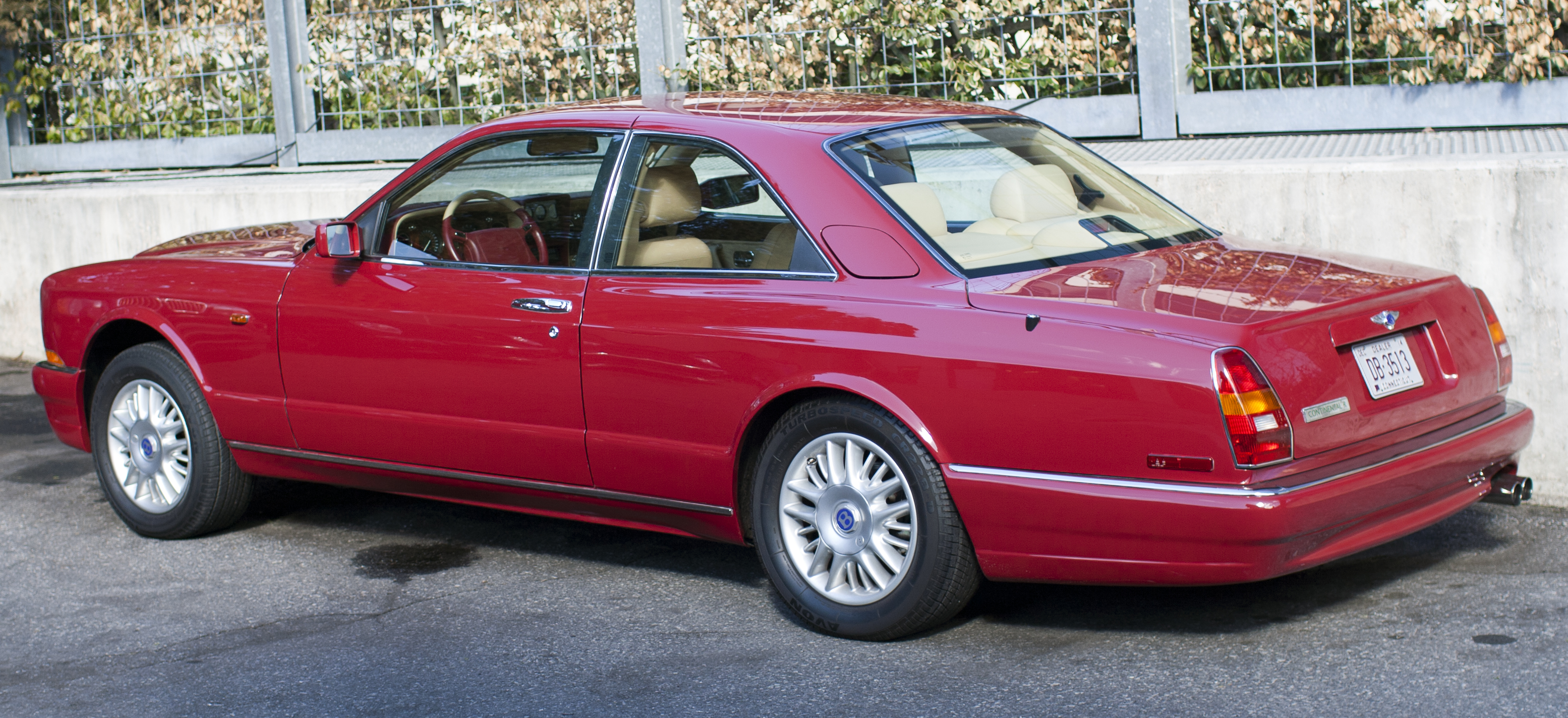
Bentley Continental R - tył

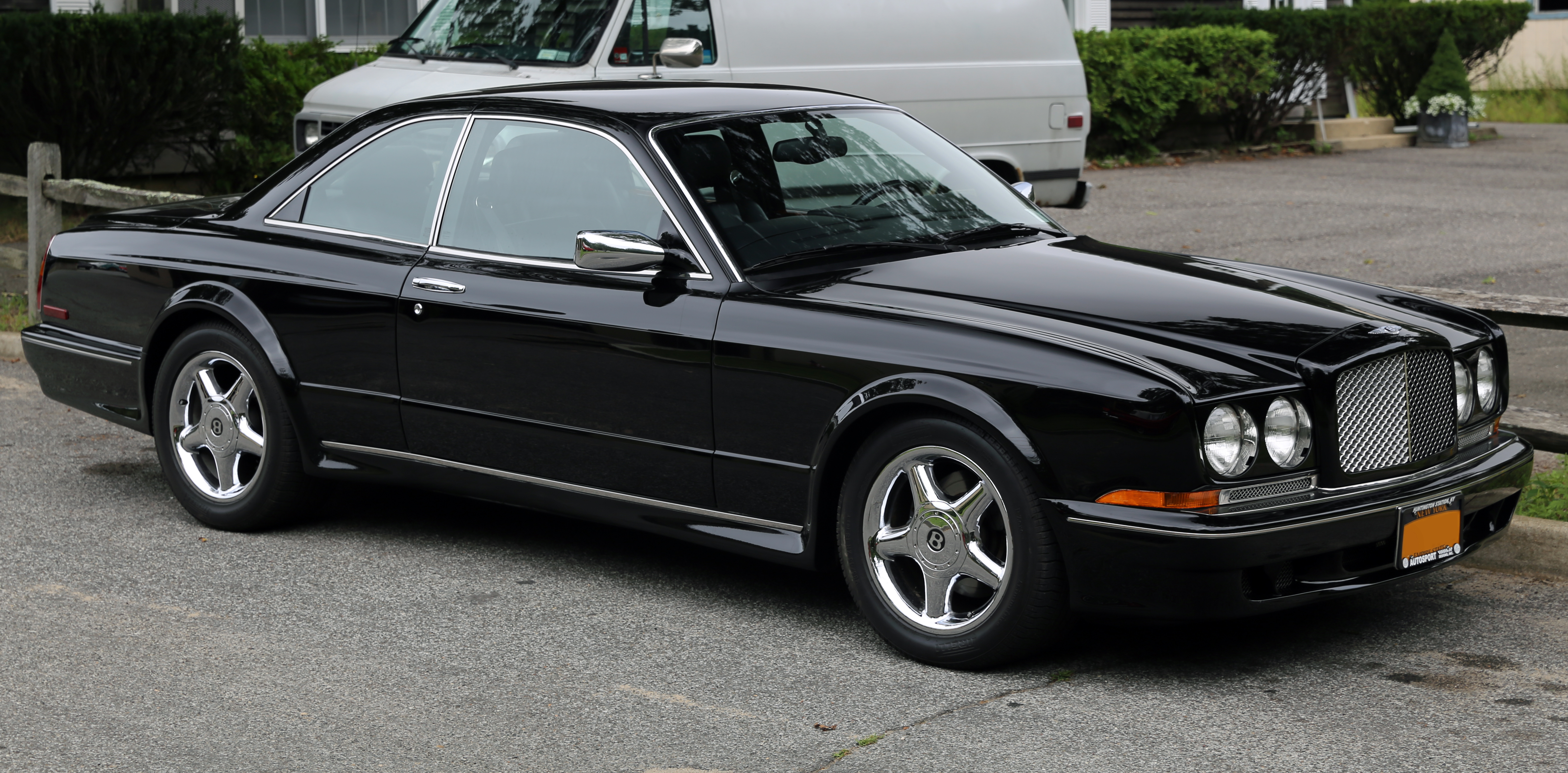
Bentley Continental T

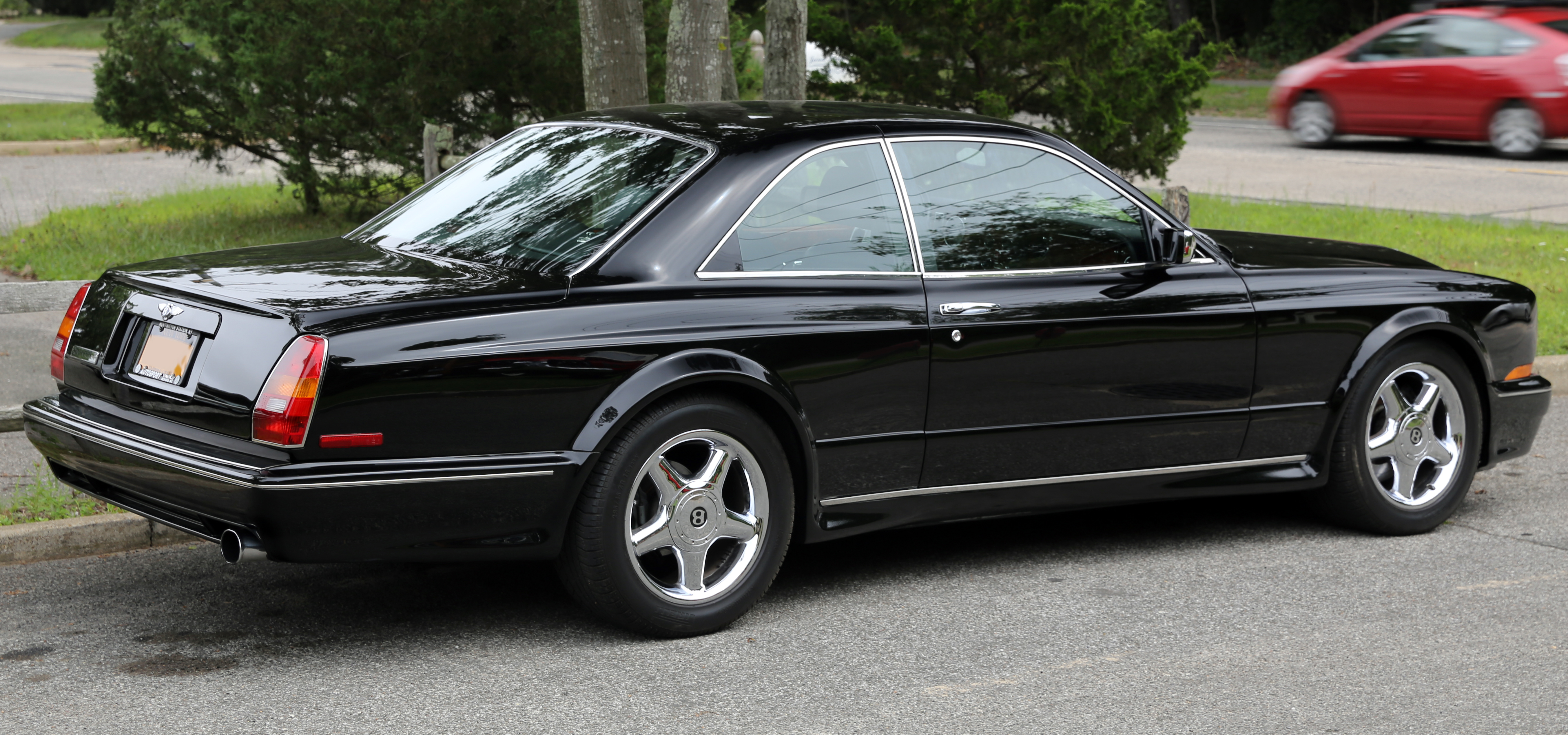
Bentley Continental T - tył

Na początku lat 90. XX wieku Bentley zdecydował się rozbudować swoją ofertę modelową o nową generację dwudrzwiowych, luksusowo-sportowych modeli opartych na nowocześniejszej technologii limuzyn Brooklands i Turbo R. Poprzez brak bliźniaczego odpowiednika w gamie Rolls-Royce'a Bentley chciał podkreślić swoją samodzielność wobec macierzystej wówczas firmy, co było pierwszym takim przypadkiem od czasu premiery modelu S3 Continental w 1965 roku. Nowe modele docelowo zastąpić miały one przestarzałego Continentala, obecnego wówczas w produkcji od 20 lat. Podczas marcowego Geneva Motor Show w 1991 roku najpierw zadebiutowało coupé Continental R, by 4 lata później ofertę uzupełnił kabriolet o nazwie Bentley Azure. 
Bentley Continental R obszernie realizował obowiązujący wówczas język stylistyczny firmy. Podłużna sylwetka obfitowała w płynnie opadającą linię nadwozia, a przód zdobił duży, kanciasty wlot powietrza pokryty chromowanymi ozdobnikami oraz podwójne, okągłe reflektory. Kabina pasażerska w obszernym zakresie miała czerpać z pokrewnego Turbo R, jednak ostatecznie producent zastosował nowy projekt z bardziej kanciastą, masywną konsolą centralną i rozbudowanym panelem przyrządów wokół tunelu środkowego i dźwigni zmiany trybów jazdy automatycznej skrzyni biegów. Wśród materiałów wykończeniowych znalazła się m.in. biała skóra, drewno czy chrom. Continental R wyróżnił się też m.in. zastosowaniem wyświetlacza LCD do prezentowania wskazań przebiegu.
Do napędu Continentala R użyto turbodoładowanego silnika V8 o pojemności 6,75 l, który rozwijał moc 365 KM i umożliwiał rozpędzenie się do maksymalnie 250 km/h. Moc przenoszona była na tylną oś poprzez 4-biegową automatyczną skrzynię biegów. Samochód osiągał prędkość 100 km/h w 6,2 sekundy. W 1994 roku przedstawiona została odmiana Continental S, która wyróżniła się zwiększoną mocą tego samego silnika wzbogaconego o intercooler, wzrastając do pułapu 400 KM.

### Continental T
W 1996 roku zadebiutowała nowa wersja o nazwie Bentley Continental T. Pod kątem wizualnym wyróżniła się ona bardziej kontrastowym malowaniem nadwozia z mniejszą ilością chromu oraz innym wzorem alufelg. Ponadto, samochód zyskał też krótszy rozstaw osi i przez to krótsze nadwozie. Do napędu Continentala T wykorzystana została ta sama 6,75 litrowa jednostka V8, która dzięki wykorzystaniu nowej generacji turbosprężarki i intercoolera rozwinęła jeszcze większą moc 426 KM. Pojazd o takich parametrach osiągał prędkość maksymalną 270 km/h.

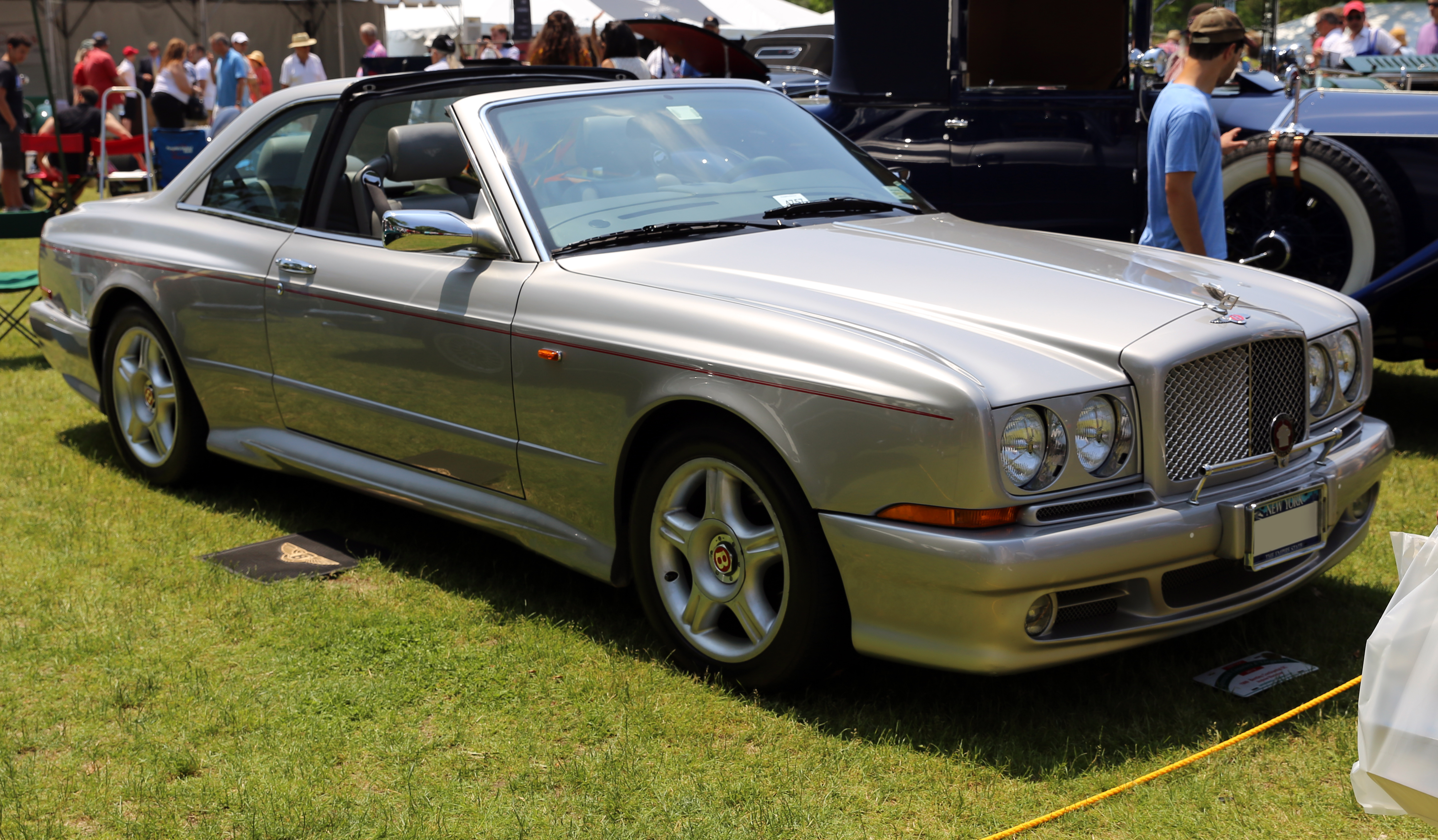
Bentley Continental SC

### Continental SC
Między 1999 a 2000 rokiem brytyjska firma zbudowała specjalny wariant o nazwie Bentley Continental SC, który wyróżnił się twardą, zdejmowaną częścią dachu nad głową kierowcy i pasażera, będąc przez to samochodem typu targa. W ciągu niespełna roku silnie limitowanej produkcji powstało łącznie 79 egzemplarzy samochodu, z czego 48 z nich trafiło do sprzedaży na rynkach lewostronnych. Egzemplarze z pierwszego roku produkcji rozwijały moc 420 KM, by w drugim i ostatnim silnik był mocniejszy o kolejne 26 KM.

### Silnik
- V8 6,75 l 365 KM

### Sports Estate/Convertible/Limousine
Bentley Sports Estate został zaprezentowany po raz pierwszy w 1993 roku.
Bentley Continental R podłużył także jako baza techniczna dla rodziny specjalnych wariantów zbudowanych na wyłączne zamówienie najważniejszego klienta brytyjskiej firmy w latach 90., którym był sułtan Brunei Hassanal Bolkiah. Między 1993 a 1997 rokiem monarcha zlecił Bentleyowi wykonanie 7 unikatowych odmian, które powstały w ściśle ograniczonych seriach egzemplarzy skierowanych do jego kilkutysięcznej kolekcji unikatowych samochodów.
W pierwszej kolejności dla sułtana dostarczone zostało 5-drzwiowe kombi o nazwie Bentley Sports Estate, które między 1993 a 1997 rokiem powstało łącznie w 30 egzemplarzach - z czego 6 z nich było w pełni kuloodpornych. W tym samym roku powstał Bentley Continental R Convertible, będący mniej ingerującym w pierwotną konstrukcję coupe 2-drzwiowym kabrioletem z miękkim, składanym dachem. Samochód między 1993 a 1994 rokiem powstał w 12 sztukach, stanowiąc punkt wyjścia dla powstania seryjnego modelu Azure w 1995 roku. W 1994 roku powstała skrócona odmiana Bentley Continental R Supershort, która od oryginalnego modelu odróżniła się mniejszym o 101 mm rozstawem osi. Samochód pod tą nazwą powstał w jednym egzemplarzu, ponownie stanowiąc inspirację dla brytyjskiej firmy do zbudowania seryjnego modelu, którym został później przedstawiony w 1996 roku Continental T. Między 1994 a 1995 rokiem powstały jeszcze kolejne 2 sztuki, tym razem pod inną nazwą - Bentley Camelot.
Poza odmianą Sports Estate powstały także 3 inne warianty wyrózniające się dwiema parami drzwi, które zachowały jednak trójbryłowe nadwozie. W 1995 roku Bentley dostarczył sułtanowi Brunei 3 różne wariacje na temat 4-drzwiowego nadwozia: w 19 sztukach powstał klasyczny sedan, w kolejnych 20 egzemplarzach zbudowano sedana z wydłużonym rozstawem osi (z czego 6 z nich było w pełni kuloodpornych), a ponadto wyprodukowano także 4 sztuki limuzyny z charakterystycznym przeszkleniem między drzwiami i powiększoną przestrzenią dla pasażerów tylnego rzędu siedzeń.
Ponadto, jednym z 7 specjalnych wariantów był Bentley Continental R Sufacon, który jako jedyny nie zyskał innego nadwozia, lecz głęboko zmodyfikowany układ napędowy. Poza dodatkowymi wlotami powietrza na błotnikach i podwójnymi końcówkami wydechu, Sufacon wyróznił się znacznie mocniejszym 527-konnym silnikiem i sprintem do setki zajmującym 5 sekund. Powstało 14 egzemplarzy między 1994 a 1995 rokiem.

### Sprzedaż
Większość z kilkuset egzemplarzy specjalnych Continentali R zbudowanych dla sułtana Brunei trafiło do jego, z niektórymi sztukami przekazanymi także bratu Jefriemu. Większość z samochodów nie została nigdy sfotografowana poza pierwszymi zdjęciami z procesu przygotowania do dostarczenia i wysłania do Brunei, jednak wybrane sztuki trafiły na rynek wtórny i zmieniły właściciela - jak np. wersja Sufacon.

### Silnik
- V8 6,75 l